# Lybidska (stanice metra v Kyjevě)
Lybidska (ukrajinsky Либідська, Lybidska) je stanice kyjevského metra na Obolonsko-Teremkivské lince.

## Charakteristika
Stanice je trojlodní, úzké pilíře jsou obloženy bílým mramorem. Na konci nástupiště se nachází umělecká kompozice, která je z mosazných trubek a kovovými hvězdami. Na druhém konci se nachází eskalátory vedoucí do vestibulu s pokladnou a následně do ulic Velyká Vasylkivská, Lybidské náměstí a Antonovyča.